# Giải bóng đá U-17 Quốc gia 2009
Giải bóng đá U-17 Quốc gia 2009, tên gọi chính thức là Giải bóng đá U-17 Quốc gia Báo Bóng đá – Cúp Hải Nhân 2009 vì lý do tài trợ, là mùa giải thứ 6 của Giải bóng đá U-17 Quốc gia, giải đấu bóng đá thường niên do Liên đoàn bóng đá Việt Nam (VFF) và báo Bóng đá phối hợp tổ chức dành cho lứa tuổi dưới 17. Mùa giải này diễn ra theo hai giai đoạn, vòng loại được tổ chức từ ngày 1 tháng 6 đến ngày 30 tháng 6 năm 2009. Vòng chung kết của giải, gồm 8 đội bóng, diễn ra tại Nam Định từ ngày 8 tháng 7 đến ngày 18 tháng 7 năm 2009.

## Vòng loại
23 đội bóng tham dự vòng loại từ ngày 1 tháng 6 đến ngày 30 tháng 6 năm 2009.

### Các đội vượt qua vòng loại
| Câu lạc bộ                | Tư cách vượt qua vòng loại | Tham dự | Thành tích tốt nhất |
| ------------------------- | -------------------------- | ------- | ------------------- |
| Sông Lam Nghệ An          | Vô địch U-17 Quốc gia 2008 | 6 lần   | Vô địch (5 lần)     |
| Nam Định                  | Chủ nhà                    | 4 lần   | Hạng ba (2006)      |
| Đồng Nai                  | Nhất bảng C                | 2 lần   | Hạng ba (2005)      |
| Thành phố Hồ Chí Minh     | Nhì bảng C                 |         |                     |
| Ninh Bình                 | Thắng bán kết bảng A       |         |                     |
| Trung tâm bóng đá Viettel | Thắng bán kết bảng A       |         |                     |
| Thừa Thiên Huế            | Nhất bảng B                | Lần đầu | Lần đầu             |
| Đồng Tháp                 | Nhất bảng D                | 2 lần   | Hạng ba (2004)      |

## Địa điểm
Các trận đấu của Giải bóng đá U-17 Quốc gia 2009 diễn ra tại hai địa điểm, sân vận động Thiên Trường và Trung tâm đào tạo Vận động viên Nam Định, tỉnh Nam Định.

## Cơ cấu giải thưởng
- Đội vô địch: 60.000.000đ
- Đội thứ nhì: 40.000.000đ
- Hai đội đồng giải ba: 30.000.000đ

- Giải phong cách: 10.000.000đ
- Cầu thủ xuất sắc nhất: 5.000.000đ
- Vua phá lưới: 3.000.000đ

- Thủ môn xuất sắc nhất: 3.000.000đ
- Trọng tài xuất sắc nhất: 3.000.000đ.[2]

## Vòng bảng
Lễ bốc thăm chia bảng được tổ chức vào ngày 3 tháng 7 năm 2009 tại trụ sở VFF, Hà Nội.

### Bảng A
| VT | Đội                       | ST | T | H | B | BT | BB | HS | Đ | Giành quyền tham dự     |
| -- | ------------------------- | -- | - | - | - | -- | -- | -- | - | ----------------------- |
| 1  | Thừa Thiên Huế            | 3  | 2 | 0 | 1 | 7  | 5  | +2 | 6 | Vòng đấu loại trực tiếp |
| 2  | Nam Định (H)              | 3  | 1 | 1 | 1 | 6  | 5  | +1 | 4 | Vòng đấu loại trực tiếp |
| 3  | Trung tâm bóng đá Viettel | 3  | 1 | 1 | 1 | 5  | 5  | 0  | 4 |                         |
| 4  | Đồng Nai                  | 3  | 1 | 0 | 2 | 4  | 7  | −3 | 3 |                         |

| Nam Định              | 1–3      | Thừa Thiên Huế                                                          |
| --------------------- | -------- | ----------------------------------------------------------------------- |
| - Nguyễn Hữu Khôi 27' | Chi tiết | - Lê Sỹ Minh 40' (l.n.) - Giang Trần Quách Tân 48' - Nguyễn Văn Lai 84' |

| Trung tâm bóng đá Viettel                                             | 3–0      | Đồng Nai |
| --------------------------------------------------------------------- | -------- | -------- |
| - Nguyễn Nhật Hoàng 16' - Phan Đình Thắng 29' - Nguyễn Việt Phong 90' | Chi tiết |          |

| Đồng Nai | 0–3      | Nam Định                                               |
| -------- | -------- | ------------------------------------------------------ |
|          | Chi tiết | - Hoàng Văn Nhuần 12', 20' - Huỳnh Hữu Tiệp 32' (l.n.) |

| Thừa Thiên Huế                                       | 3–0      | Trung tâm bóng đá Viettel |
| ---------------------------------------------------- | -------- | ------------------------- |
| - Giang Trần Quách Tân 38', 86' - Nguyễn Văn Lai 90' | Chi tiết |                           |

| Thừa Thiên Huế     | 1–4      | Đồng Nai                                                      |
| ------------------ | -------- | ------------------------------------------------------------- |
| Nguyễn Ngọc Quý 8' | Chi tiết | - Tống Hữu Vũ 11' (l.n.) - Đặng Ngọc Vinh Quang 18', 28', 48' |

| Nam Định                                   | 2–2      | Trung tâm bóng đá Viettel                 |
| ------------------------------------------ | -------- | ----------------------------------------- |
| - Hoàng Văn Nhuần 3' - Nguyễn Hữu Khôi 45' | Chi tiết | - Phan Đình Thắng 18' - Vũ Quang Việt 33' |

### Bảng B
| VT | Đội                          | ST | T | H | B | BT | BB | HS | Đ | Giành quyền tham dự     |
| -- | ---------------------------- | -- | - | - | - | -- | -- | -- | - | ----------------------- |
| 1  | Sông Lam Nghệ An             | 3  | 2 | 1 | 0 | 12 | 3  | +9 | 7 | Vòng đấu loại trực tiếp |
| 2  | Đồng Tháp                    | 3  | 2 | 0 | 1 | 13 | 9  | +4 | 6 | Vòng đấu loại trực tiếp |
| 3  | Thành phố Hồ Chí Minh        | 3  | 1 | 0 | 2 | 4  | 10 | −6 | 3 |                         |
| 4  | Xi măng The Vissai Ninh Bình | 3  | 0 | 1 | 2 | 4  | 11 | −7 | 1 |                         |

| Sông Lam Nghệ An    | 1–1      | Xi măng The Vissai Ninh Bình |
| ------------------- | -------- | ---------------------------- |
| Ngô Hoàng Thịnh 82' | Chi tiết | Lê Quang Hùng 50'            |

| Thành phố Hồ Chí Minh                   | 2–3      | Đồng Tháp                                                              |
| --------------------------------------- | -------- | ---------------------------------------------------------------------- |
| - Trần Thanh Bình 6' - Đoàn Xuân Dư 19' | Chi tiết | - Bạch Đăng Khoa 39' - Phạm Thái Ngọc Sang 86' - Nguyễn Minh Trung 93' |

| Đồng Tháp                           | 1–4      | Sông Lam Nghệ An                                                                         |
| ----------------------------------- | -------- | ---------------------------------------------------------------------------------------- |
| - Phạm Thái Ngọc Sang 90+2' (ph.đ.) | Chi tiết | - Lê Văn Công 5' - Nguyễn Phùng Quế 23' - Ngô Hoàng Thịnh 77' (ph.đ.) - Trần Phi Sơn 89' |

| Xi măng The Vissai Ninh Bình | 0–1      | Thành phố Hồ Chí Minh |
| ---------------------------- | -------- | --------------------- |
|                              | Chi tiết | Lê Văn Trưởng 52'     |

| Sông Lam Nghệ An                                                                                               | 7–1      | Thành phố Hồ Chí Minh |
| --- | -------- | --------------------- |
| - Cao Xuân Thắng 5', 24' - Lương Phúc Thanh 23' - Nguyễn Phùng Quế 32' - Ngô Văn Ý 46', 48' - Trần Phi Sơn 73' | Chi tiết | Trần Hoàng Phương 44' |

| Xi măng The Vissai Ninh Bình                  | 3–9      | Đồng Tháp |
| --------------------------------------------- | -------- | --- |
| - Dương Văn Thịnh 32', 48' - Ngô Tuấn Anh 59' | Chi tiết | - Nguyễn Minh Trung 11', 68', 73', 79', 81', 82' - Phạm Thái Ngọc Sang 22' - Nguyễn Ngô Như Ngà 54' - Phạm Công Hiển 85' |

## Vòng đấu loại trực tiếp
Trong vòng đấu loại trực tiếp, loạt sút luân lưu sẽ được sử dụng để xác định đội thắng nếu hòa sau 90 phút thi đấu chính thức (không có hiệp phụ).

### Bán kết
| Thừa Thiên Huế                                                                  | 3–3      | Đồng Tháp                          |
| ------------------------------------------------------------------------------- | -------- | ---------------------------------- |
| - Giang Trần Quách Tân 21' - Nguyễn Ngọc Quý 38' - Trương Ngọc Mười 81' (ph.đ.) | Chi tiết | Phạm Thái Ngọc Sang 5', 24', 90+3' |
| Loạt sút luân lưu                                                               |          |                                    |
|                                                                                 | 2–4      |                                    |

| Nam Định | 0–1      | Sông Lam Nghệ An       |
| -------- | -------- | ---------------------- |
|          | Chi tiết | - Nguyễn Phùng Quế 65' |

### Chung kết
| Sông Lam Nghệ An | 1–0      | Đồng Tháp |
| ---------------- | -------- | --------- |
| Lê Văn Công 85'  | Chi tiết |           |

## Thống kê

### Vô địch
| Vô địch Giải bóng đá U-17 Quốc gia 2009 |
| --------------------------------------- |
| Sông Lam Nghệ An Lần thứ 6              |

### Các giải thưởng
Các giải thưởng sau đây đã được trao sau khi giải đấu kết thúc:
| Vua phá lưới                          | Cầu thủ xuất sắc nhất     | Thủ môn xuất sắc nhất          | Giải phong cách |
| ------------------------------------- | ------------------------- | ------------------------------ | --------------- |
| Nguyễn Minh Trung (Đồng Tháp) – 7 bàn | Phan Văn Nhật (Đồng Tháp) | Lê Văn Hùng (Sông Lam Nghệ An) | Nam Định        |

### Cầu thủ ghi bàn
Đã có 63 bàn thắng ghi được trong 15 trận đấu, trung bình 4.2 bàn thắng mỗi trận đấu.
7 bàn thắng
- Nguyễn Minh Trung (Đồng Tháp)

6 bàn thắng
- Phạm Thái Ngọc Sang (Đồng Tháp)

4 bàn thắng
- Giang Trần Quách Tân (Thừa Thiên Huế)

3 bàn thắng
- Đặng Ngọc Vinh Quang (Đồng Nai)
- Nguyễn Phùng Quế (Sông Lam Nghệ An)

2 bàn thắng
- Hoàng Văn Nhuần (Nam Định)
- Cao Xuân Thắng (Sông Lam Nghệ An)
- Lê Văn Công (Sông Lam Nghệ An)
- Ngô Hoàng Thịnh (Sông Lam Nghệ An)
- Ngô Văn Ý (Sông Lam Nghệ An)
- Trần Phi Sơn (Sông Lam Nghệ An)
- Nguyễn Ngọc Quý (Thừa Thiên Huế)
- Nguyễn Văn Lai (Thừa Thiên Huế)
- Dương Văn Thịnh (Xi măng The Vissai Ninh Bình)

1 bàn thắng
- Bạch Đăng Khoa (Đồng Tháp)
- Nguyễn Ngô Như Ngà (Đồng Tháp)
- Phạm Công Hiển (Đồng Tháp)
- Nguyễn Hữu Khôi (Nam Định)
- Đoàn Xuân Dư (Thành phố Hồ Chí Minh)
- Lê Văn Trưởng (Thành phố Hồ Chí Minh)
- Trần Hoàng Phương (Thành phố Hồ Chí Minh)
- Trần Thanh Bình (Thành phố Hồ Chí Minh)
- Lương Phúc Thanh (Sông Lam Nghệ An)
- Trương Ngọc Mười (Thừa Thiên Huế)
- Nguyễn Nhật Hoàng (Trung tâm bóng đá Viettel)
- Phan Đình Thắng (Trung tâm bóng đá Viettel)
- Nguyễn Việt Phong (Trung tâm bóng đá Viettel)
- Lê Quang Hùng (Xi măng The Vissai Ninh Bình)
- Ngô Tuấn Anh (Xi măng The Vissai Ninh Bình)

1 bàn phản lưới nhà
- Lê Sỹ Minh (Nam Định) - trận gặp Thừa Thiên Huế
- Huỳnh Hữu Tiệp (Đồng Nai) - trận gặp Nam Định
- Tống Hữu Vũ (Thừa Thiên Huế) - trận gặp Đồng Nai